# Фрідріх Фрай-Ерозе
Фрідріх Фрай-Ерозе (нім. Friedrich Frey-Herosé) (12 жовтня 1801, Ліндау, Баварія — 22 вересня 1873, Берн, кантон Берн, Швейцарія) — швейцарський політик, президент, начальник штабу союзної армії в Зондербундській війні 1847 року. Один з перших семи членів Федеральної ради, член Радикально-демократичної партії.

## Біографія
Фрідріх Фрай-Ерозе народився в сім'ї промисловика Даніеля Фрая і Анни Зульцер в баварському Ліндау на Боденському озері. У 1810 році сім'я переїхала в Аарау (Швейцарія). Там він закінчив школу, потім вивчав хімію в Лозанні і Коллеж де Франсі у Парижі. У 1824 році одружився з донькою промисловика Генріеттою Ерозе й додав її прізвище до свого. У них народилось 5 дітей. У 1834 році він був обраний в кантональний парламент Ааргау і в листопаді 1837 року увійшов у Малу раду (уряд) кантону Ааргау. Як президент військової комісії Фрай був також верховним командувачем військ Ааргау. У 1847 році брав участь у громадянській війні як начальник штабу за командувача союзницької армії генерала Гійома Анрі Дюфура. Після розгрому Зондербунда був членом Комісії з прийняття нової федеральної конституції. У перші вибори був обраний в Федеральну раду від Ааргау.
- 1839–1840 — глава уряду кантону Ааргау (1-й раз).
- 1842–1843 — глава уряду кантону Ааргау (2-й раз).
- 1845–1846 — глава уряду кантону Ааргау (3-й раз).
- 16 листопада 1848 — 31 грудня 1866 — член Федеральної ради Швейцарії.
- 21 листопада 1848 — 31 грудня 1853 — начальник департаменту (міністр) торгівлі і зборів.
- 1 січня — 31 грудня 1853 — віце-президент Швейцарії.
- 1 січня — 31 грудня 1854 — президент Швейцарії, начальник політичного департаменту (міністр закордонних справ).
- 1 січня 1855 — 31 грудня 1859 — начальник військового департаменту.
- 1 січня — 31 грудня 1859 — віце-президент Швейцарії.
- 1 січня — 31 грудня 1860 — президент Швейцарії, начальник політичного департаменту.
- 1 січня 1861 — 31 грудня 1866 — начальник департаменту торгівлі і зборів.